# Fides et ratio

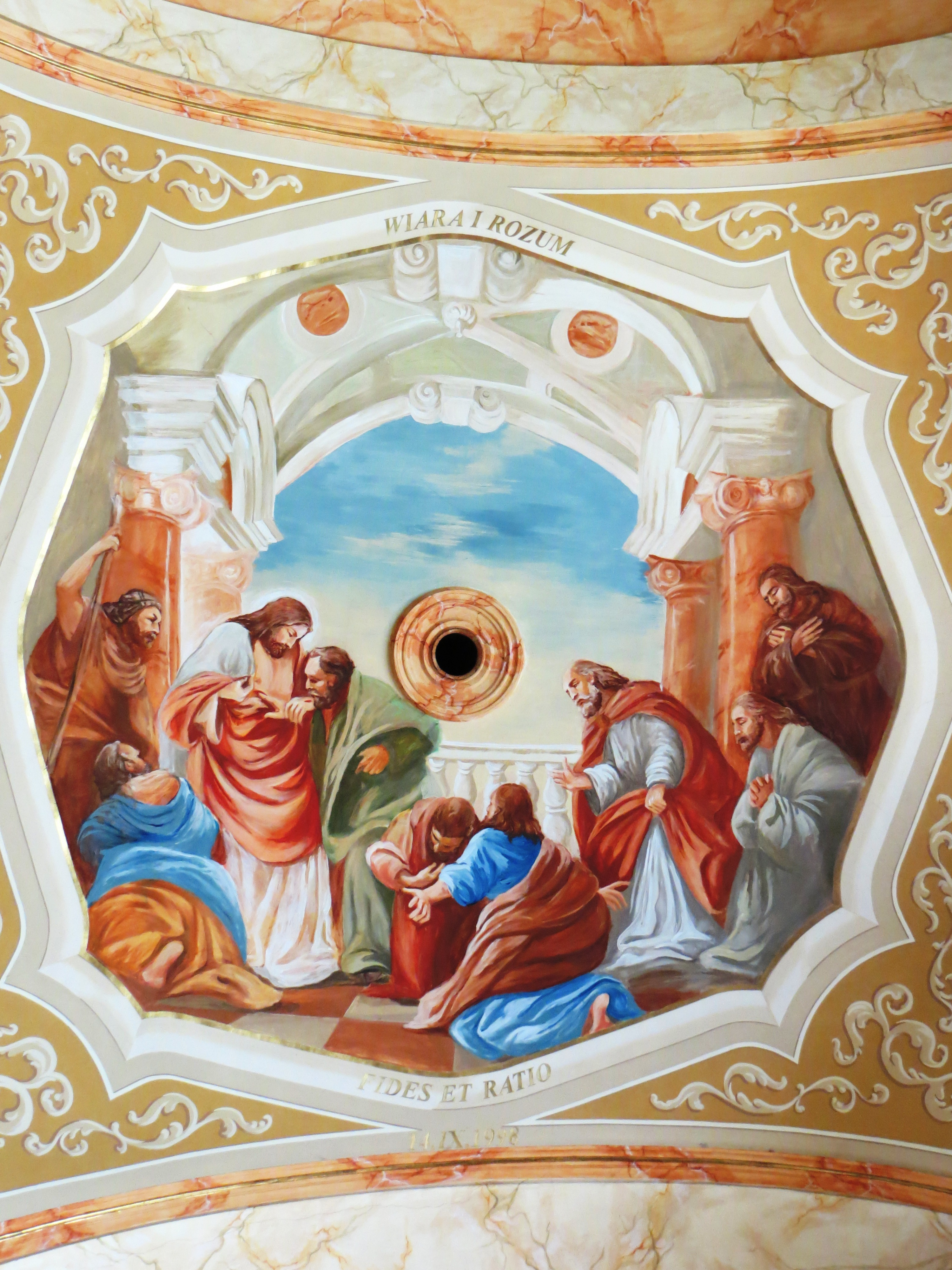
Artystyczna wizja encykliki Fides et ratio na suficie Bazyliki Ofiarowania Najświętszej Maryi Panny w Wadowicach.

Fides et ratio (łac. Wiara i rozum) – encyklika papieża Jana Pawła II ogłoszona 14 września 1998. Mówi ona o relacjach między wiarą a rozumem z punktu widzenia Kościoła.

## Treść
Jednym z charakterystycznych zdań encykliki ukazujących komplementarność wiary i rozumu jest zdanie: „wiara i rozum są jak dwa skrzydła unoszące człowieka ku kontemplacji prawdy”. Główną tezą encykliki jest wykazanie, że wiara i rozum nie muszą się zwalczać, lecz powinny się uzupełniać, tak, by rozum nie popadł w pychę, zaś wiara nie przekształciła się w fideizm. Według Jana Pawła II wiara nadaje ludzkiej egzystencji sens, ukazuje jej przyczynę i cel, natomiast rozum sprawia, że wiara jest dojrzała i ugruntowana.
Encyklika podaje, że rozum i wiara, jako pochodzące od Boga, nie mogą być ze sobą w antagonizmie.
Według Josepha Ratzingera, encyklika jest próbą odbudowania filozofii, dyscypliny pogrążonej w kryzysie, z chrześcijańskiej perspektywy. Jan Paweł II postrzega filozofię nie tylko jako dyscyplinę akademicką, lecz w sensie o wiele szerszym i znacznie bardziej zgodnym z jej początkami sięgającymi klasycznej filozofii:

Jego pytanie o prawdę brzmi, czy człowiek może rozpoznać prawdę, podstawowe prawdy o sobie samym, o swoim pochodzeniu i przyszłości, czy też żyje w mroku i ostatecznie musi cofnąć się do pytania o użyteczność. Osobliwość wiary chrześcijańskiej wśród religii polega na tym, iż uważa ona, że mówi nam prawdę o Bogu, o świecie i o człowieku oraz zgłasza roszczenie, aby być religio vera, religią prawdziwą. Ja jestem drogą, prawdą i życiem, w tych słowach Chrystusa z Ewangelii św. Jana (14,6) wyrażone jest zasadnicze zadanie wiary chrześcijańskiej. Na tym roszczeniu opiera się misyjny wymiar wiary. Tylko wtedy, gdy wiara chrześcijańska jest prawdą, obchodzi wszystkich ludzi; jeśli zaś jest tylko kulturowym wariantem symbolicznie zaszyfrowanego i niemożliwego do rozwiązania religijnego doświadczenia człowieka, wtedy musi pozostać w swojej kulturze, a innych ludzi pozostawić w ich kulturach.